# Himalayabambu
Himalayabambu (Yushania anceps) är en gräsart som först beskrevs av Algernon Bertram Freeman Mitford, och fick sitt nu gällande namn av Wei Chih Lin. Enligt Catalogue of Life ingår Himalayabambu i släktet yushanior och familjen gräs, men enligt Dyntaxa är tillhörigheten istället släktet yushanior och familjen gräs. Arten förekommer tillfälligt i Sverige, men reproducerar sig inte. Inga underarter finns listade i Catalogue of Life.